# 阿莫沙平
阿莫沙平（商品名有 Asendin等）是一种含氮有机氯化合物，分子式C
17H
16ClN
3O，可作为三环类抗抑郁药（TCA）。